# Рейес, Хуан (шахматист)
Хуан Рейес (исп. Juan Reyes; род. 26 апреля 1963) — перуанский шахматист, международный мастер (1985).
Чемпион Перу 1985 года. В составе сборной Перу участник 4-х Шахматных олимпиад (1986—1992).

## Изменения рейтинга
| Графики недоступны из-за технических проблем. См. информацию на Фабрикаторе и на mediawiki.org. |